# Court Simonne-Mathieu
Court Simonne-Mathieu je tenisový dvorec na stadionu Roland-Garros v Paříži, dějišti jediného antukového grandslamu French Open. S kapacitou 5 000 míst je třetím největším kurtem tenisového areálu, po dvorcích Philippa-Chatriera a Suzanne-Lenglenové. Leží na pozemku skleníkové zahrady v Autielu. Název získal na počest Francouzky Simonne Mathieuové, vítězky dvouhry pařížského grandslamu v letech 1938 a 1939, šestinásobné šampionky čtyřhry a dvojnásobné vítězky mixu. Během druhé světové války jako členka Hnutí odporu vytvořila a vedla Sbor francouzských dobrovolníků.

## Charakteristika
Kurt Simonne-Mathieuové se rozkládá na ploše 5 300 m2. Jeho částečné zahloubení pod povrch zajišťuje harmonické začlenění do skleníkové zahrady Auteuil. Hřiště se nachází 4,15 m pod úrovní povrchu, přičemž budova nepřesahuje 6 metrů do výšky.
Čtyři strany kurtu jsou obklopeny dvěma patry tribun, zasazených mezi čtyři skleníky, které s flórou tropických oblastí Jižní Ameriky, Afriky, jihovýchodní Asie a Austrálie. Více než 1000 rostlin reprezentujících více než 500 druhů a odrůd je  přístupných veřejnosti mimo grandslam.

## Historie
Rozšíření stadionu Roland-Garros do skleníkové zahrady Auteuil a vybudování kurtu Simonne-Mathieu navrhla Francouzská tenisová federace v roce 2010. Stavební povolení bylo uděleno 9. června 2015 a poslední odvolání bylo zamítnuto v roce 2016.
Dvorec Simonne-Mathieuové byl postaven podle plánů francouzského inženýra a architekta Marca Mimrama s rozpočtem 22 miliónů eur. Slavnostní otevření proběhlo 26. května 2019, první den French Open 2019 za přítomnosti Bruna Le Raye, Mary Pierceové, Françoise Dürrové a Bertranda Mathieu, vnuka Simonne Mathieuové. V prvním zápase na kurtu zvítězila v úvodním kole ženské dvouhry Španělka Garbine Muguruzaová nad Američankou Taylor Townsendovou. 
Tropické skleníky byly zpřístupněny veřejnosti 21. června 2019. Výstavba byla součástí několikaleté generální rekonstrukce a modernizace pařížského areálu. V roce 2019 tak bylo ve Fonds des Princes, tj. v okolí postranního dvorce č. 14., otevřeno šest nových kurtů, čtyř soutěžních (10, 11, 12 a 13) a dvou tréninkových (15 a 16). Naopak do té doby třetí největší dvorec Court 1 pro 3 900 návštěvníků byl po dohrání ročníku 2019 zbourán.
Dvorec začal hostit finále juniorských soutěží.

## Galerie

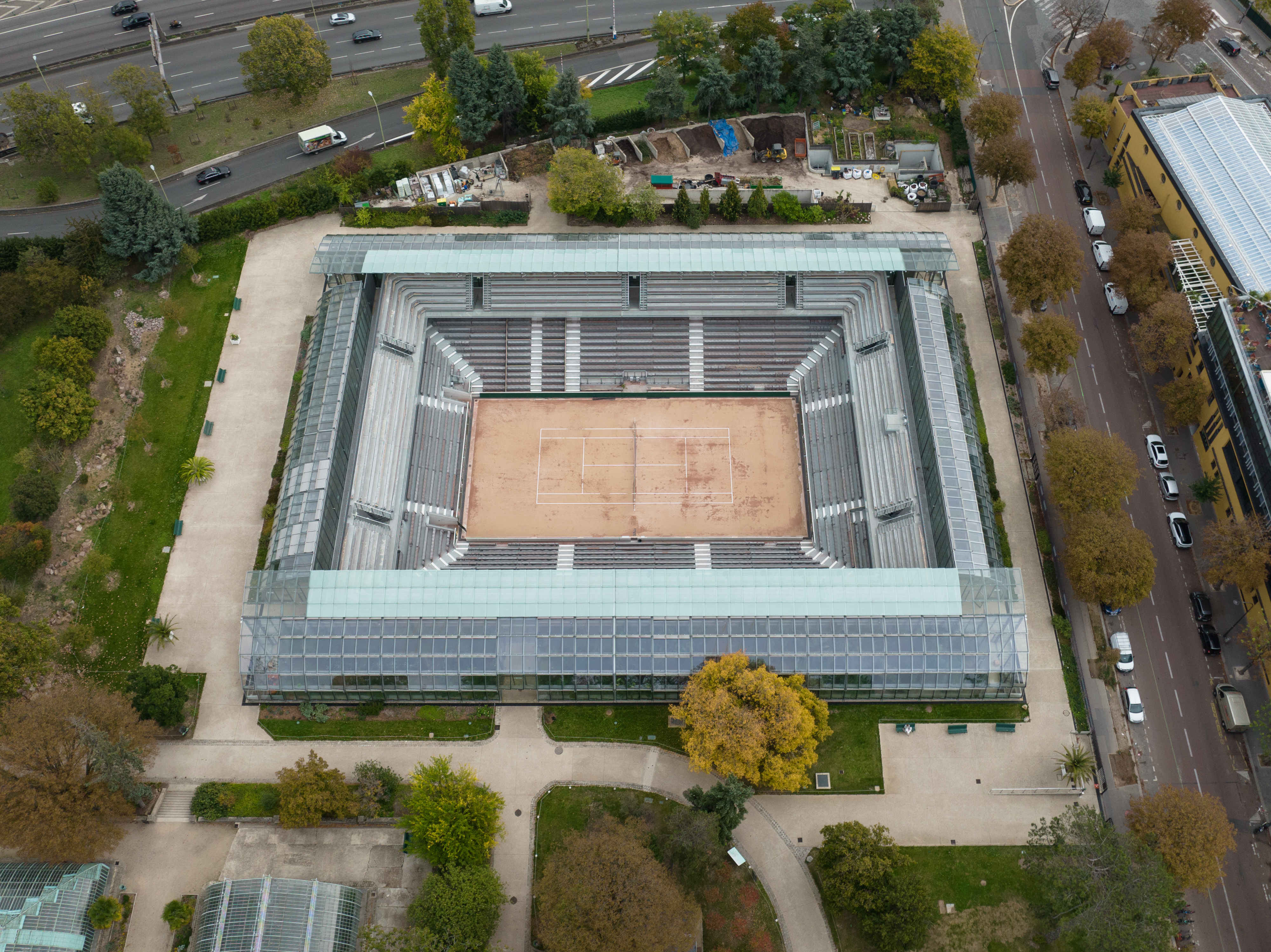
Letecký pohled na kurt
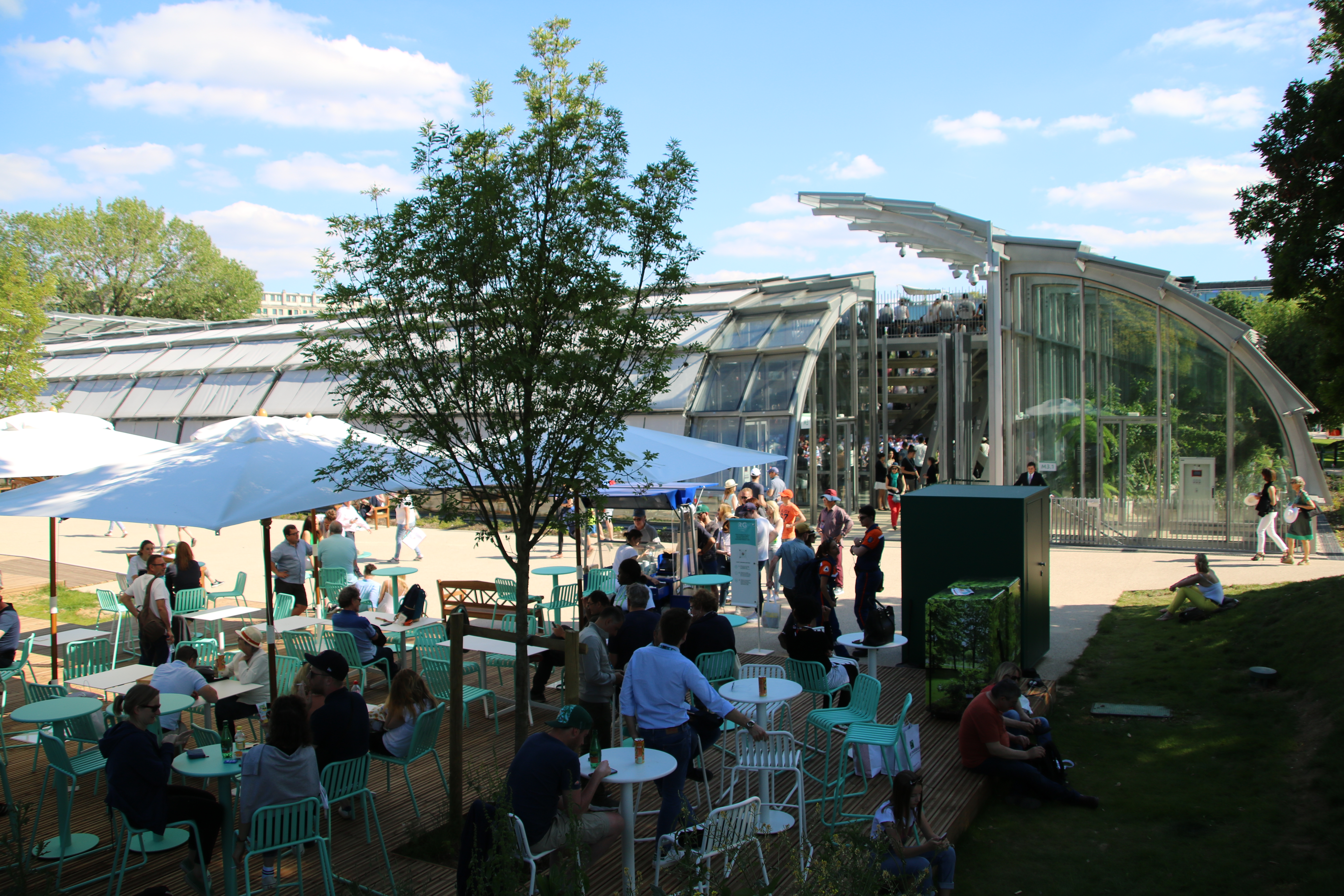
Exteriér kurtu
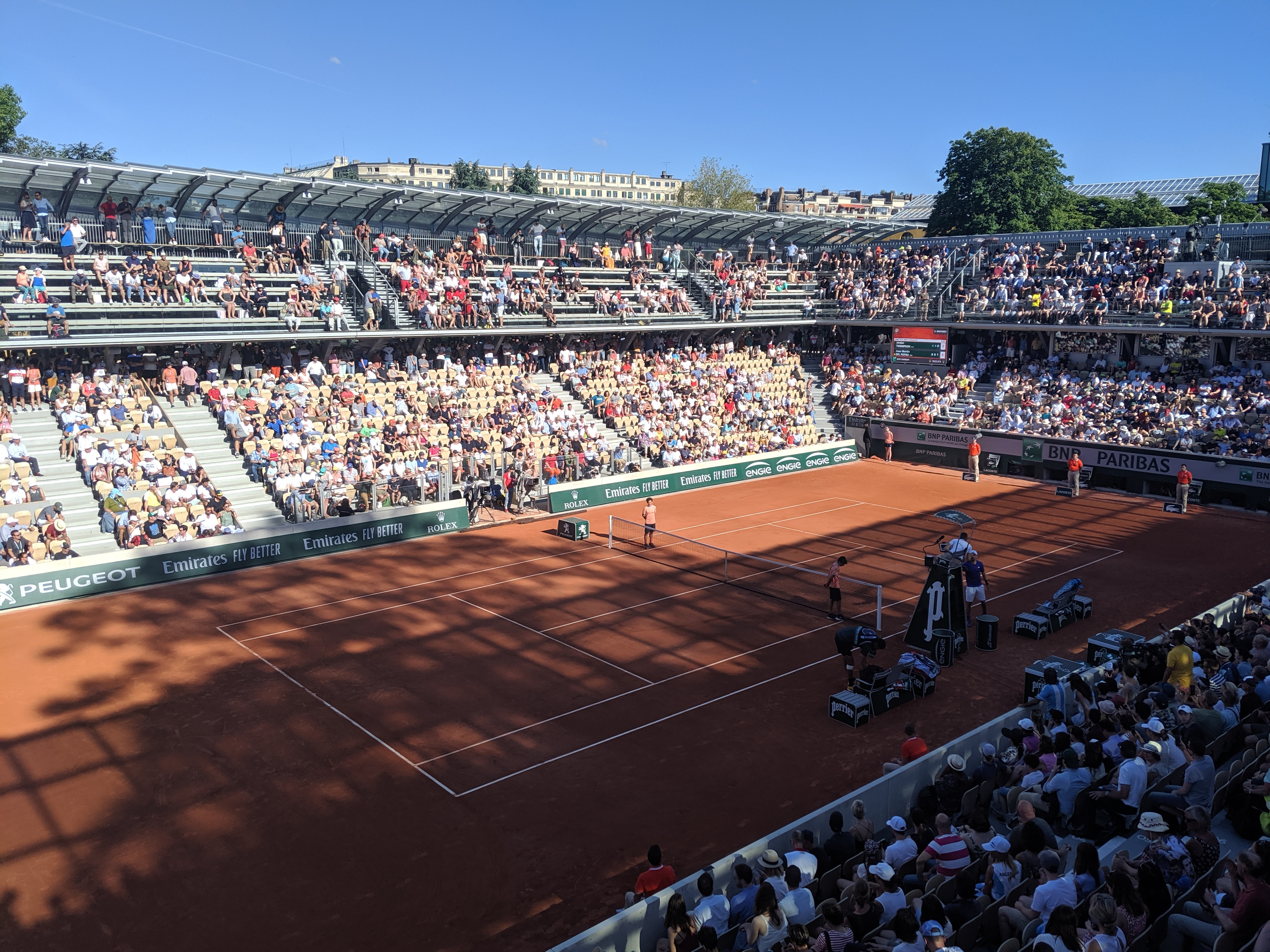
Interiér kurtu
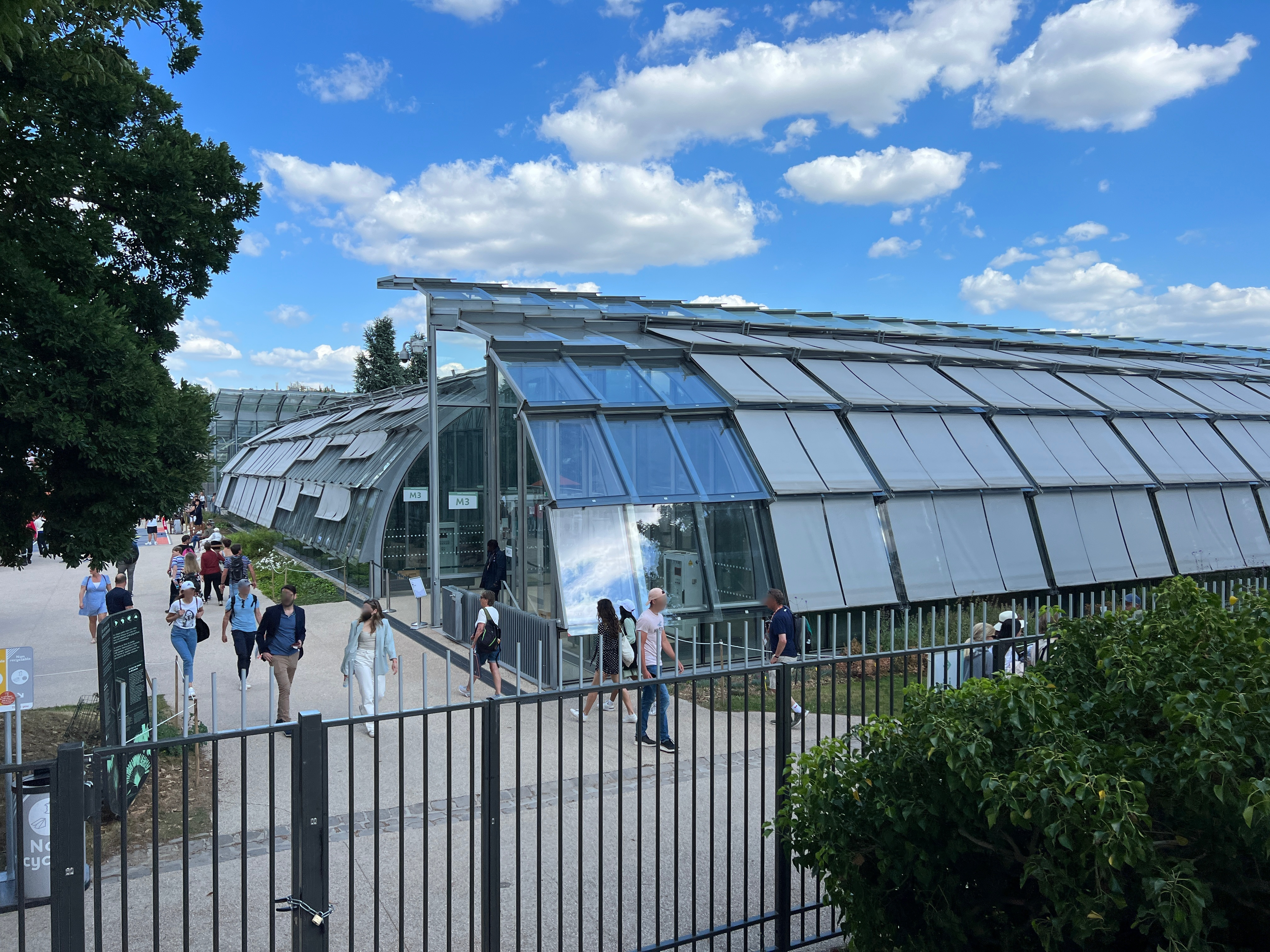
Exteriér kurtu